# Приватни живот Хенрија VIII
Приватни живот Хенрија VIII (енгл. The Private Life of Henry VIII) је британски историјски филм из 1933. године, режисера и ко-продуцента Александра Корде, у коме главне улоге тумаче Чарлс Лотон, Бини Барнс, Роберт Донат, Мерл Оберон и Елса Ланчестер. Сценарио су написали Лајош Биро и Артур Вимперис, а прича је смештена у 16. век и фокусира се на бракове енглеског краља Хенрија VIII. Филм је остварио успех широм света и прославио Корду као редитеља и Лотона као глумца. Лотон је за своју улогу освојио Оскара за најбољег глумца, док је сам филм био номинован у категорији за најбољи филм.

## Радња
У мају 1536. године, непосредно након погубљења своје друге жене Ане Болен, енглески краљ Хенри VIII се жени Џејн Симор, која умире на порођају 18 месеци касније, доносећи на свет принца Едварда. Затим се жени немачком принцезом, Аном Клевском. Овај брак се завршава разводом након што се Ана намерно учини непривлачном како би могла да се уда за свог љубавника. Хенри се затим жени прелепом и амбициозном леди Катарином Хауард. Она је целог живота одбијала љубав у корист амбиција, али се након удаје заљубљује у Хенријевог наочитог дворанина Томаса Калпепера, који је у прошлости покушавао да јој се удвара. Хенријев двор је открио њихову везу и њих двоје су погубљени. Слаб и остарео Хенри се теши својим последњим браком са Катарином Пар, која се показује као заповедничка супруга. У последњој сцени, када Парова изађе из просторије, краљ руши четврти зид, говорећи публици: „Шест жена, а најбоља од њих је најгора”.

## Улоге
| Глумац         | Улога                      |
| -------------- | -------------------------- |
| Чарлс Лотон    | краљ Хенри VIII            |
| Мерл Оберон    | Ана Болен                  |
| Венди Бари     | Џејн Симор                 |
| Елса Ланчестер | Ана Клевска                |
| Бини Барнс     | Катарина Хауард            |
| Еверли Грег    | Катарина Пар               |
| Роберт Донат   | Томас Калпепер             |
| Френклин Дајал | Томас Кромвел              |
| Мајлс Мандер   | Томас Врајотесли           |
| Лоренс Ханреј  | надбискуп Томас Кранмер    |
| Вилијам Остин  | војвода Јохан III од Клева |
| Џон Лодер      | Томас Пенел                |
| Хелен Мод Холт | краљева гувернанта         |
| Џон Тернбул    | Ханс Холбајн Млађи         |
| Вилијам Хјуан  | Кингстон                   |
| Џуди Кели      | Џејн Болин                 |
| Хеј Питри      | краљев берберин            |